# خیابان چهل و دوم (منهتن)
خیابان چهل و دوم (انگلیسی: 42nd Street) یک خیابان اصلی در شهر نیویورک، آمریکا است. این خیابان که منطقه منهتن قرار دارد دارای ۳٫۲ کیلومتر طول است و بیشتر به دلیل نزدیکی به میدان تایمز و تئاترهای برادوی شناخته می‌شود.

## ساختمان‌های مهم
(از شرق به غرب):
- مقر سازمان ملل متحد، ابتدای خیابان
- آپارتمانهای تودور سیتی، خیابان اول
- بنیاد فورد، بین خیابان‌های اول و دوم، former site of the Hospital for the Ruptured and Crippled (now known as the Hospital for Special Surgery)[۲]
- News Building (formerly the New York Daily News Building), خیابان دوم
- ساختمان کرایسلر، خیابان لکسینگتون
- ساختمان چنینگ، خیابان لکسینگتون
- Cipriani's 42nd Street, formerly the Bowery Savings Bank, بین خیابان‌های پارک و لکسینگتون
- ساختمان پرشینگ اسکور، خیابان پارک
- ترمینال گراند سنترال، خیابان پارک
- وان وندربیلت (planned), خیابان واندربیلت
- شعبه اصلی کتابخانه عمومی نیویورک، خیابان پنجم
- ساختمان گریس، بین خیابان‌های پنجم و ششم
- ساختمان برج سالمون، بین خیابان‌های پنجم و ششم
- کالج اپتومتری سانی، بین خیابان‌های پنجم و ششم
- برایانت پارک، بین خیابان‌های پنجم و ششم
- مرکز خرید شاین، غرب خیابان ششم
- ساختمان بانک آمریکا، خیابان ششم
- برج بوش، بین خیابان‌های ششم و هفتم
- میدان تایمز، برادوی و خیابان هفتم
- برج میدان تایمز، ساختمانی که از آن زنگ شب سال نو به صدا در می‌آید، برادوی و خیابان هفتم
- تئاتر امریکن ایرلاینز و New 42nd Street, بین خیابان هفتم و هشتم
- ترمینال اتوبوس پورت آتوریتی، در خیابان هشتم
- 330 West 42nd Street, formerly McGraw-Hill Building, بین خیابان‌های هشتم و نهم
- کلیسای صلیب مقدس، بین خیابان‌های هشتم و نهم
- Theatre Row, بین خیابان‌های نهم و دهم
- آپارتمانهای برج سیلور،  در خیابان دهم
- سفرهای تفریحی سیرکل لاین، خیابان دوازدهم

## نگارخانه

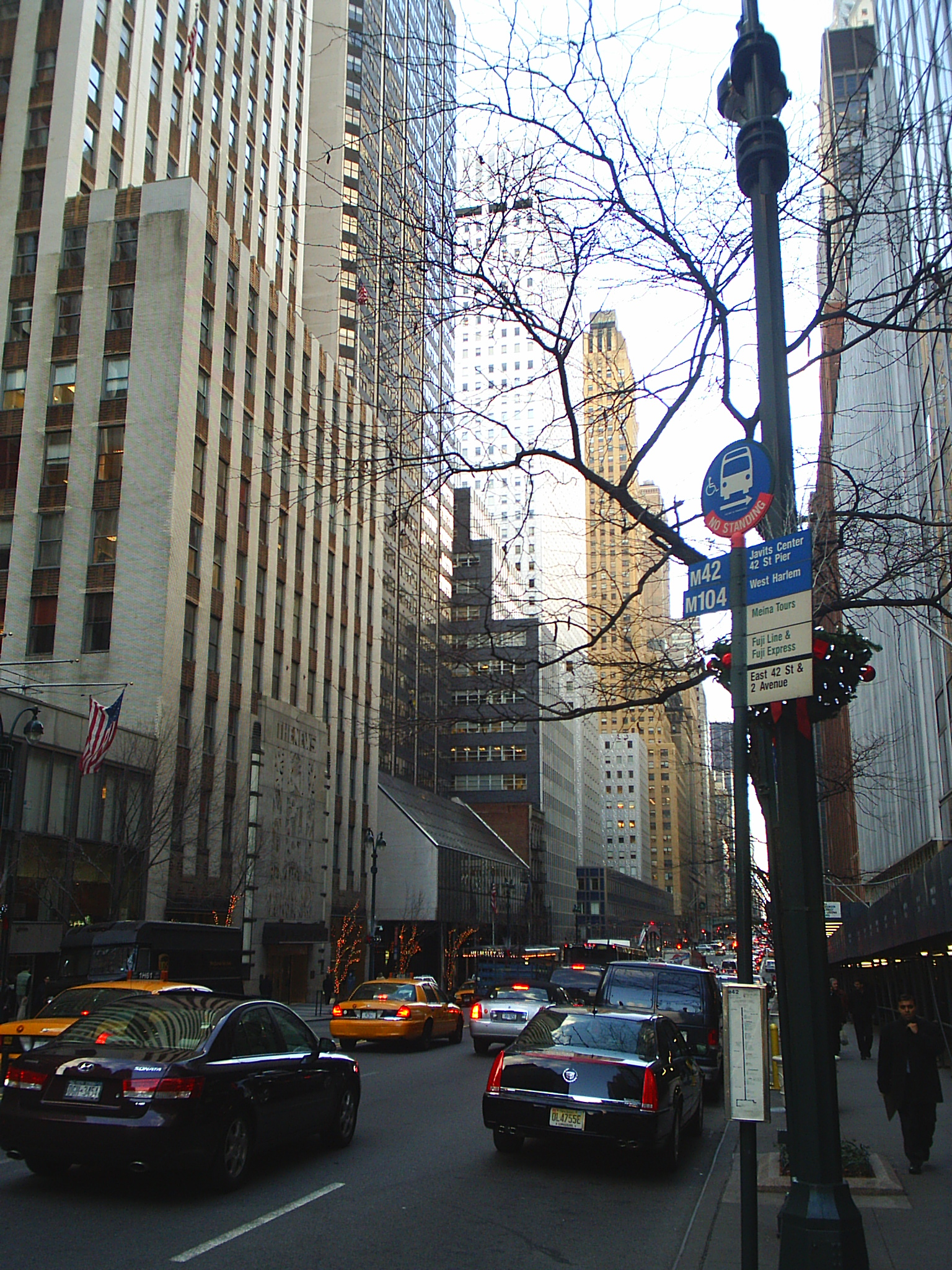
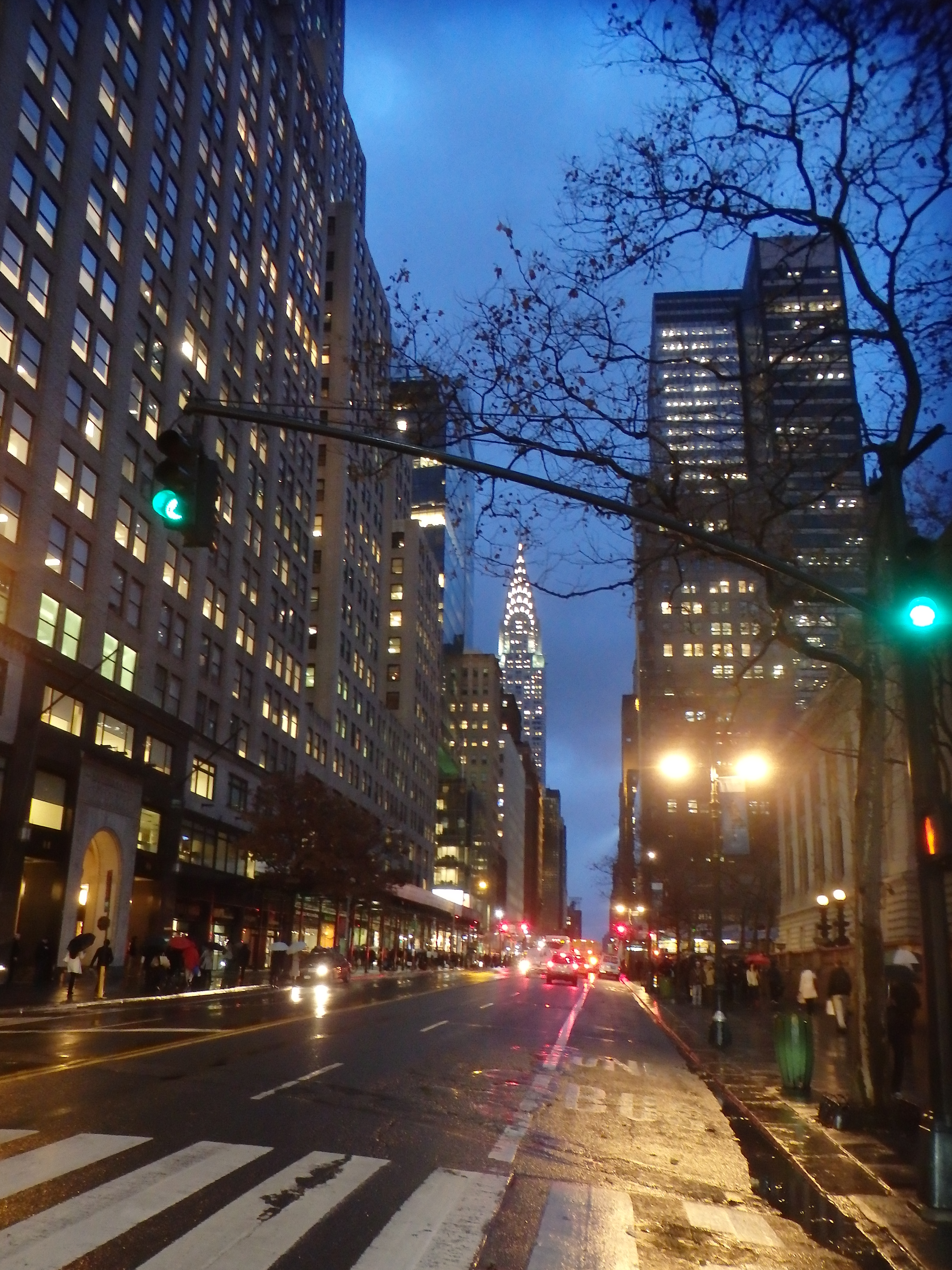
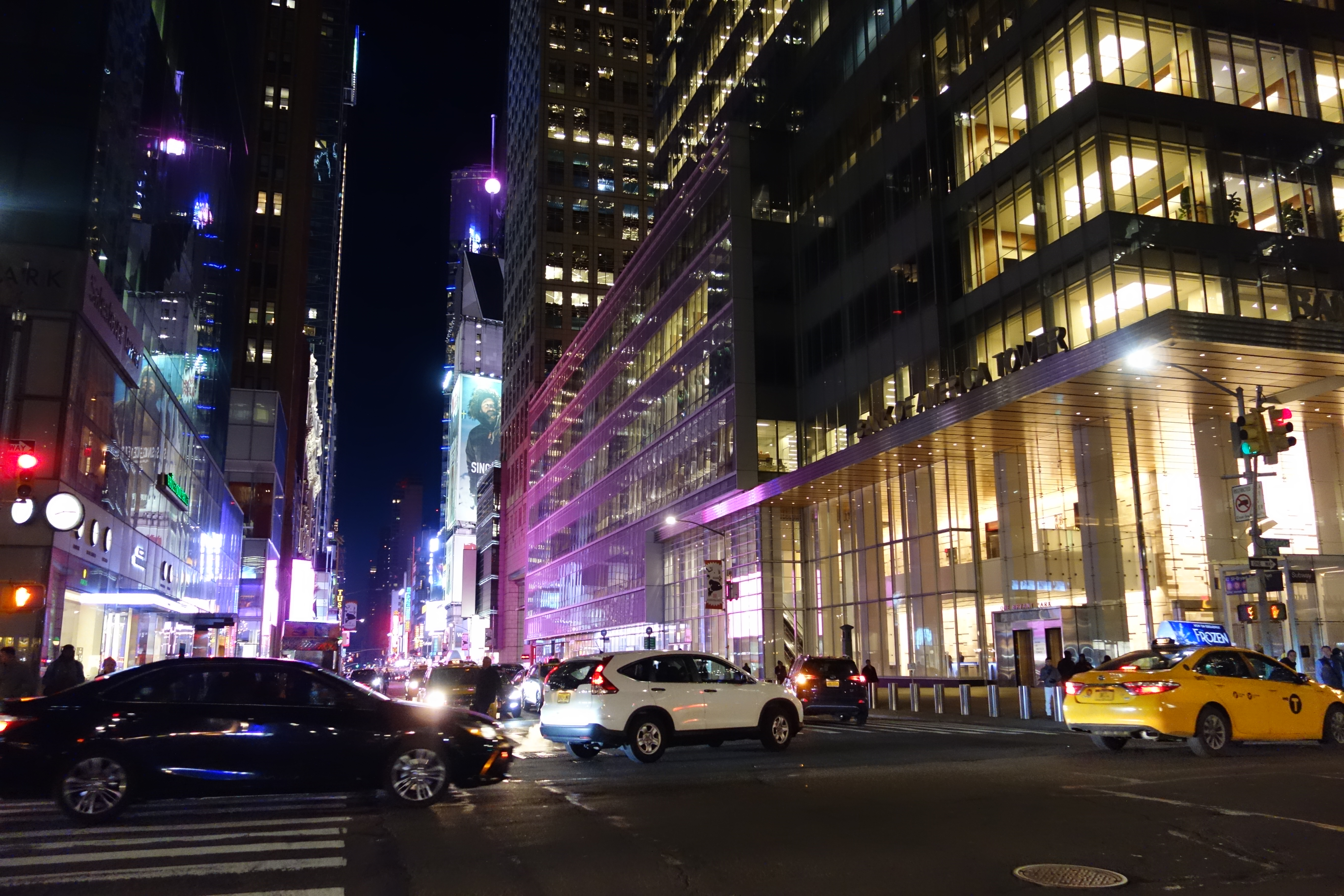
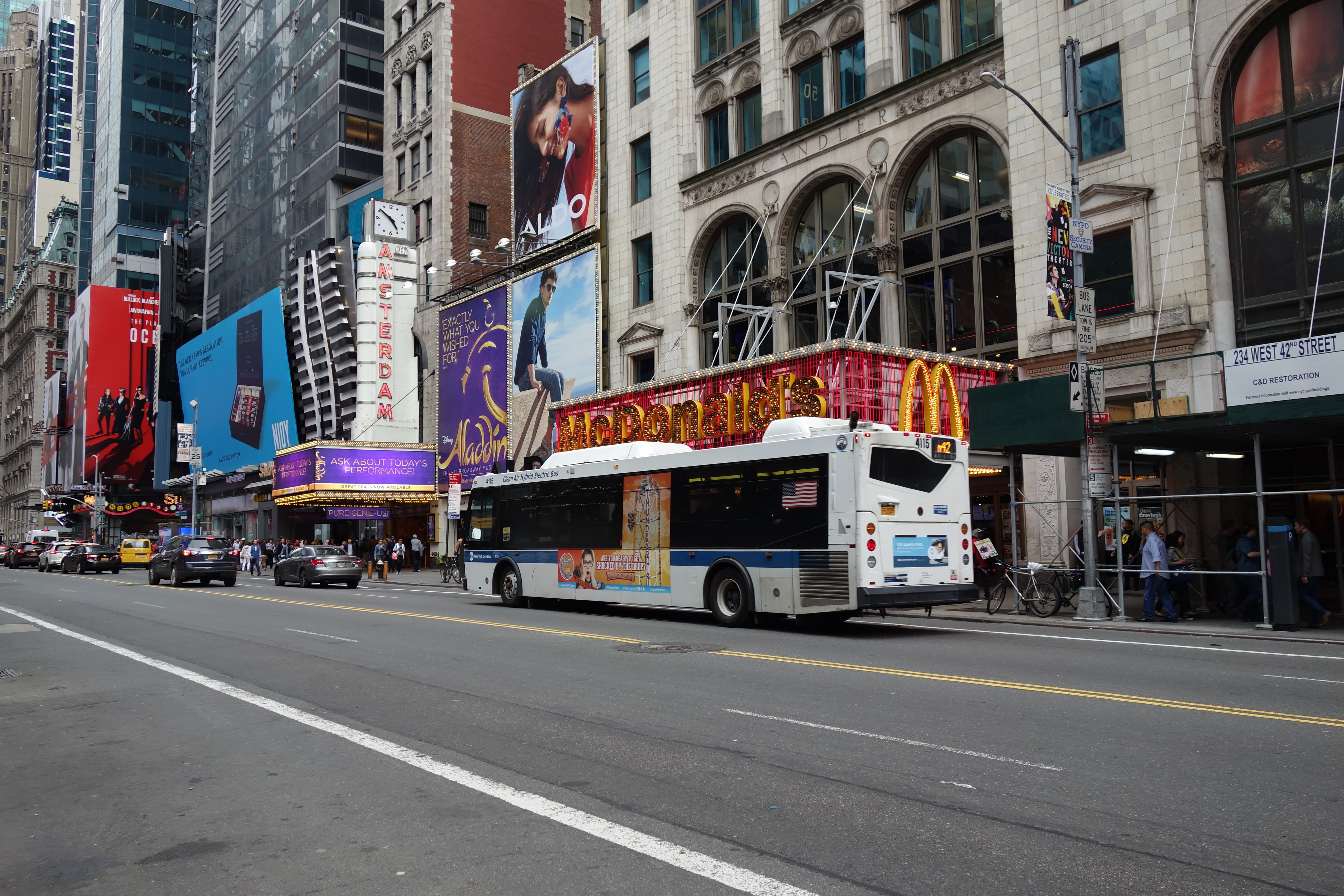
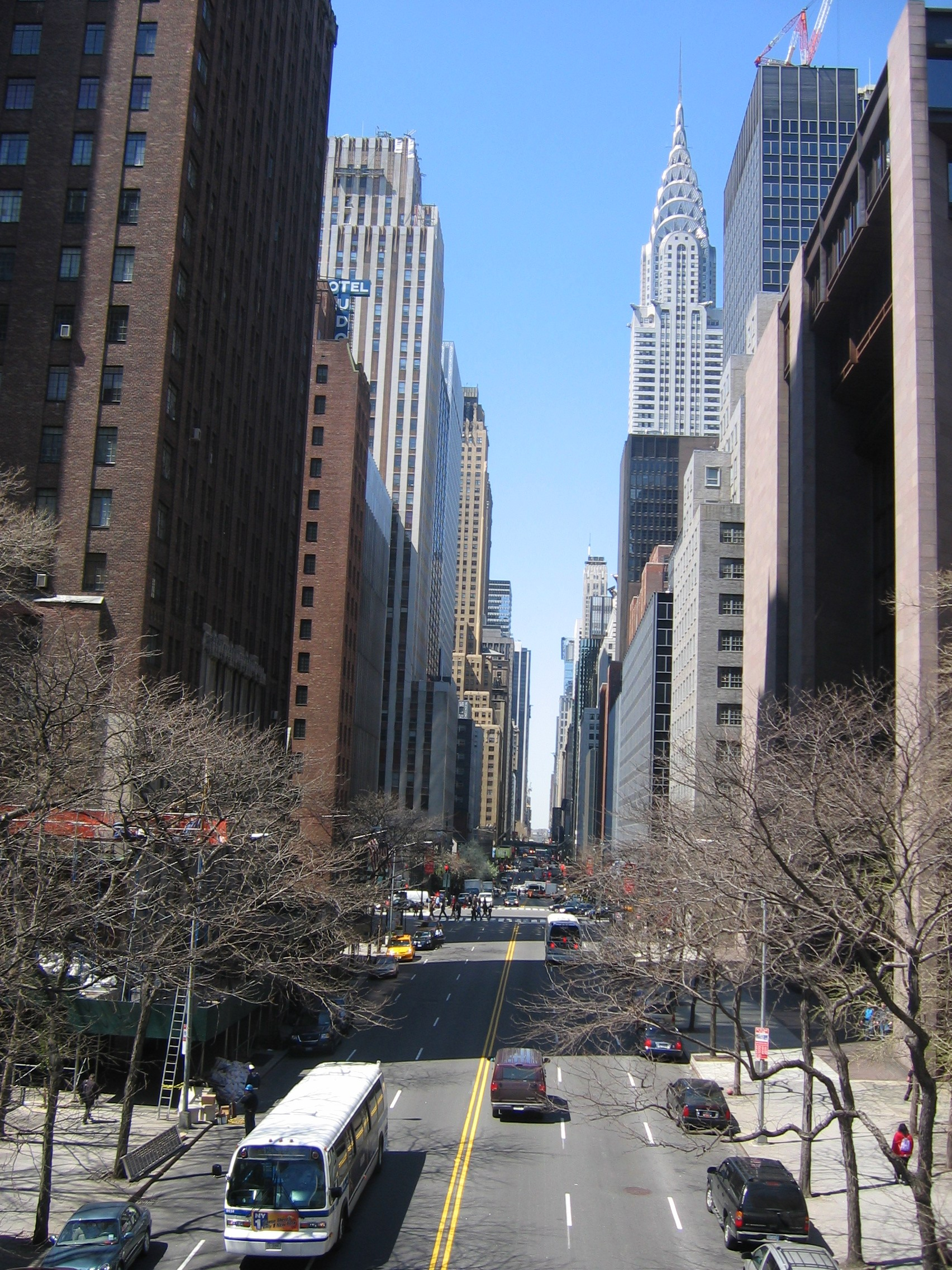
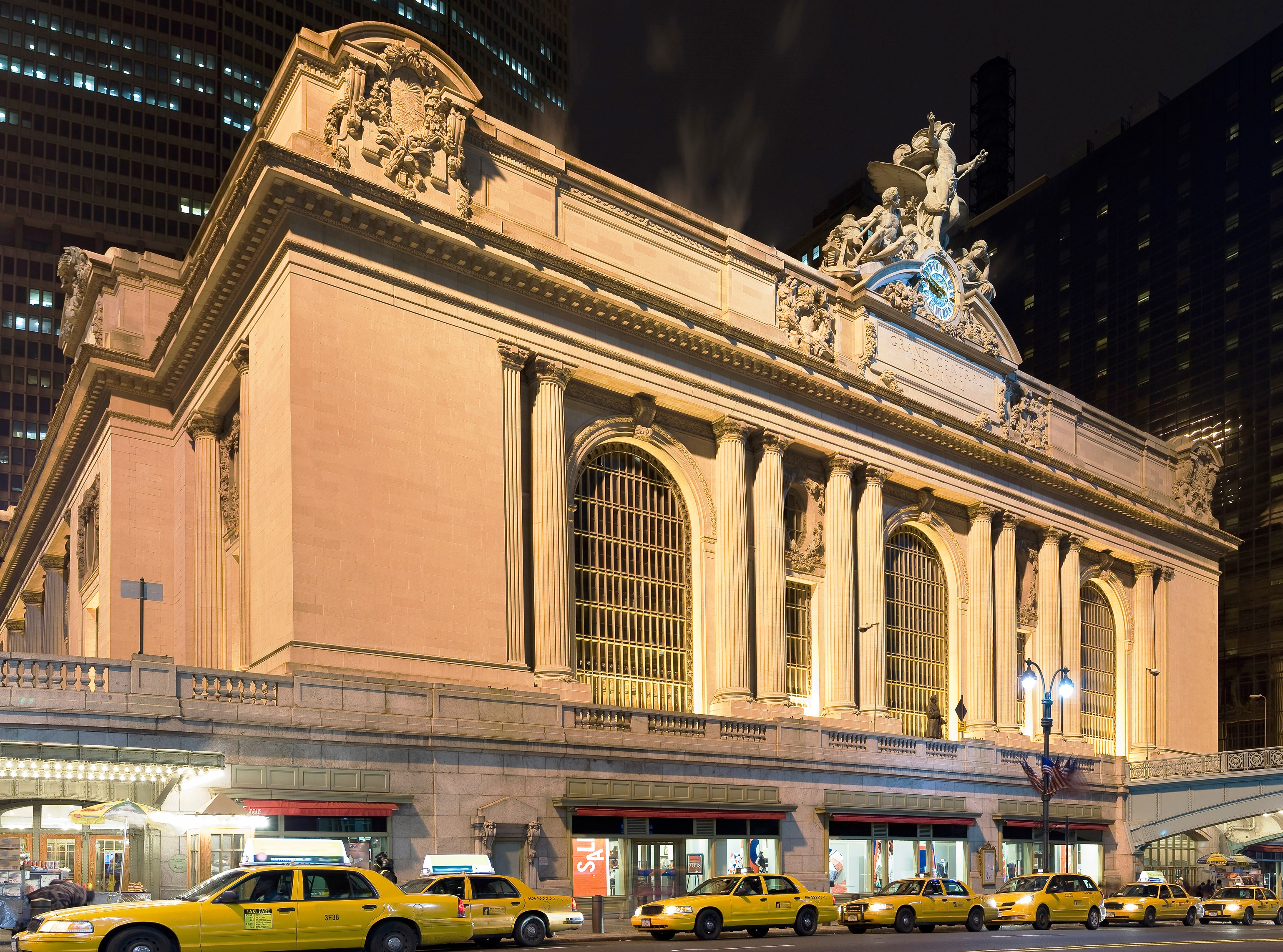
ترمینال گراند سنترال
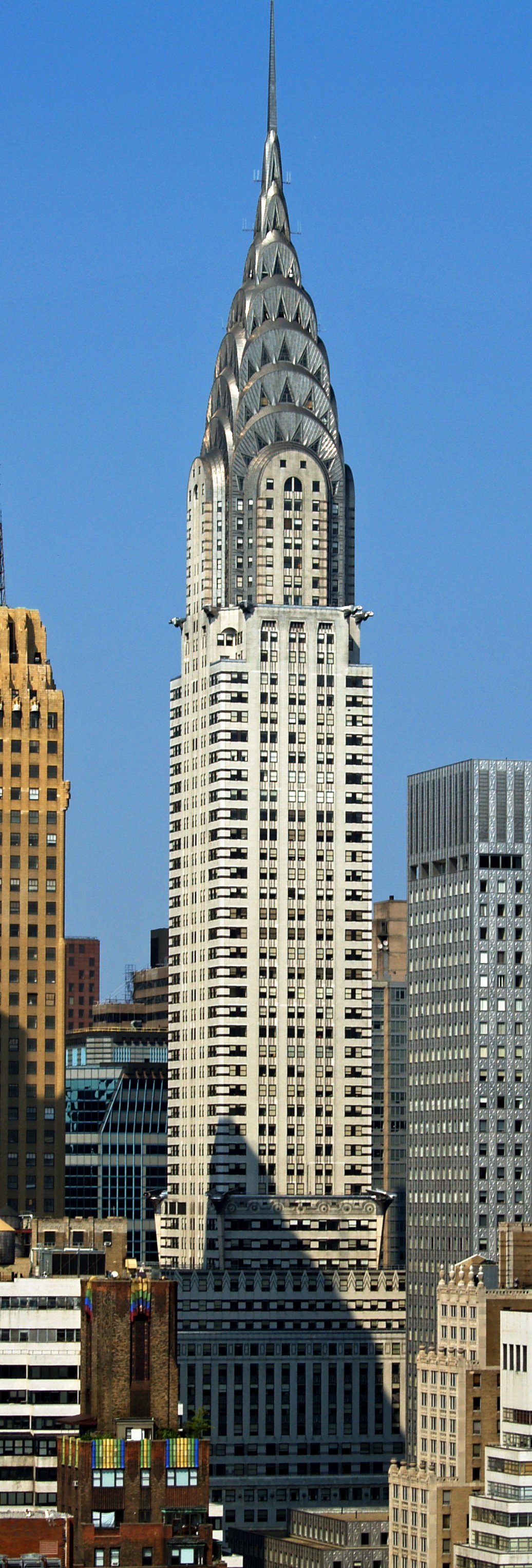
ساختمان کرایسلر، تقاطع خیابان ۴۲ام و خیابان لکسینگتون